# مرده‌خواران
مرده‌خواران رمانی تخیلی درباره نورس‌ها (وایکینگ‌ها) نوشتهٔ مایکل کرایتون در سال ۱۹۷۶ است. این رمان برگرفته از سفرنامه ابن فضلان فرستاده خلیفه عباسی برای ترویج دین اسلام در میان قبایل اسلاو، خزر و ترک در روسیه و قزاقستان کنونی است، که برحسب اتفاق و با ۱۲ تن از مبارزان نورس برای جنگی بی‌بازگشت راهی می‌شود. فیلمی هم بر اساس این رمان با نام سیزدهمین سلحشور ساخته شده‌است که آنتونیو باندراس نقش احمد بن فضلان یا سیزدهمین جنگجوی وایکینگ‌ها را بازی می‌کند.